# Jean Bouffet
Pour les articles homonymes, voir Bouffet.
Jean Bouffet (1882-1940) est un général français, mort au cours des opérations de mai-juin 1940.

## Biographie

### Jeunesse et études
Né le 30 mai 1882, Jean, Gabriel, Ferdinand Bouffet est le fils du préfet Gabriel Alexis Bouffet et d'Anna Gabrielle Koechlin. En 1884, sa sœur Andrée, Isabelle, Suzanne naît (elle se mariera avec Jacques, Édouard Guerlain, industriel, propriétaire des parfumeries Guerlain). Sa mère meurt en 1890 alors qu'il est âgé de huit ans.
Jean fit ses études au lycée Janson-de-Sailly. Bachelier ès-lettres et ès-sciences, en 1900. Il entra à l'École spéciale militaire de Saint-Cyr (promotion du Tchad) dans la section de cavalerie à dix-neuf ans, porte en deuxième année les galons de maréchal des logis-chef, et finit deuxième de sa promotion en 1902 avec le grade de sous-lieutenant. Il choisira la cavalerie et suivra dès le 10 octobre 1902 le cours des sous-lieutenants élèves à l’École d'application de la cavalerie à Saumur, il sortira troisième.

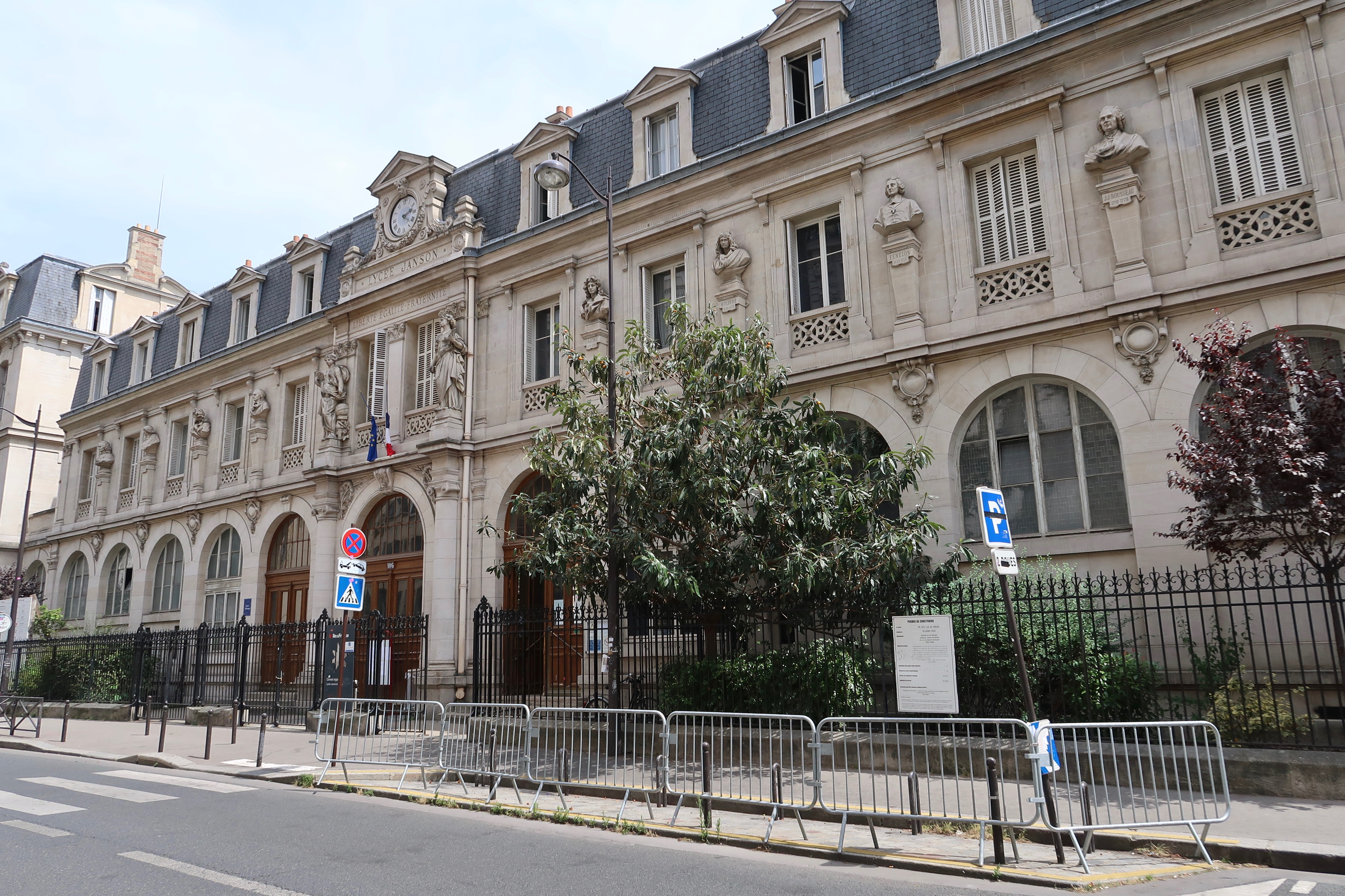
Façade du lycée Janson-de-Sailly
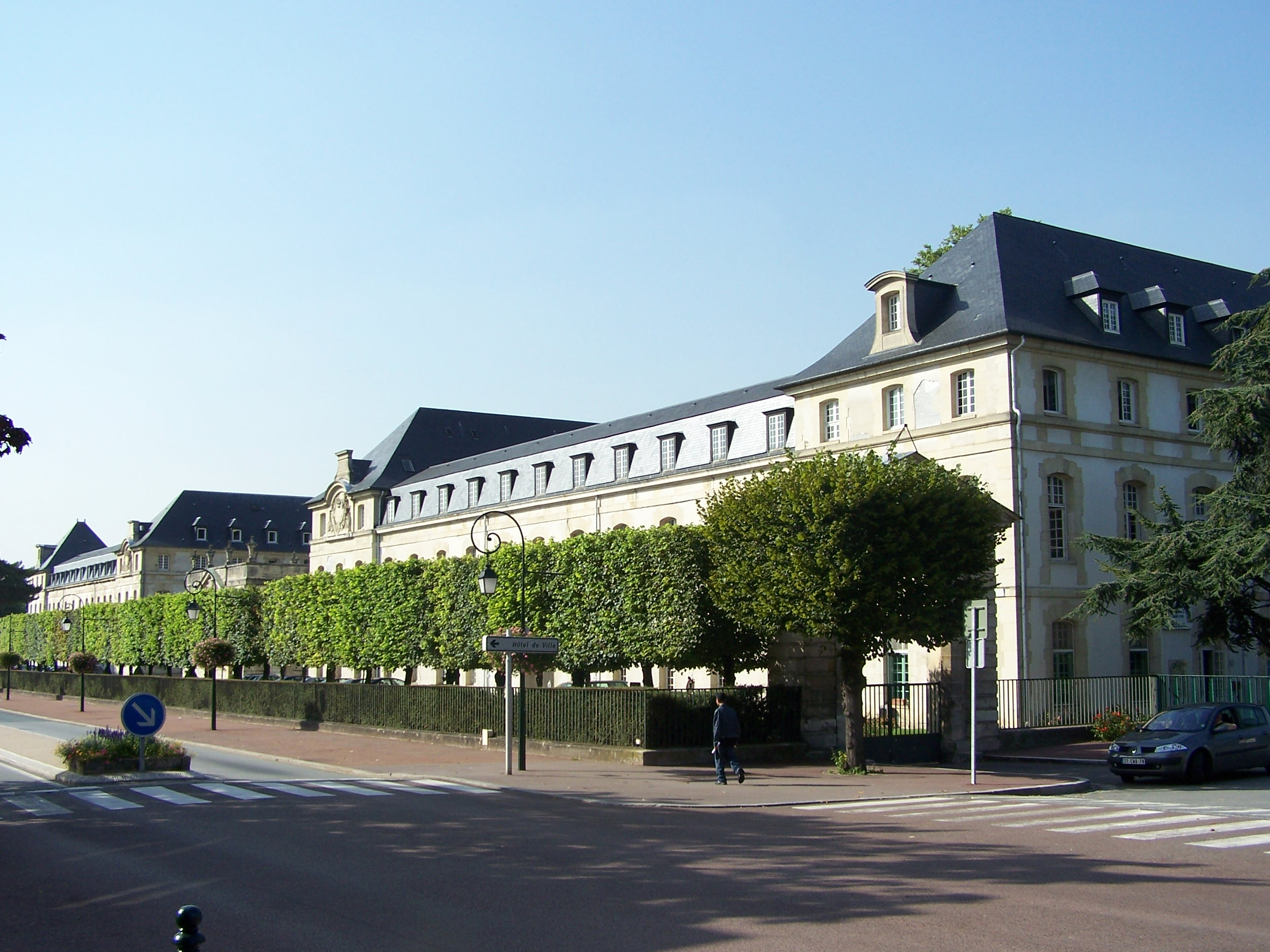
Façade de l’École spéciale militaire de Saint-Cyr
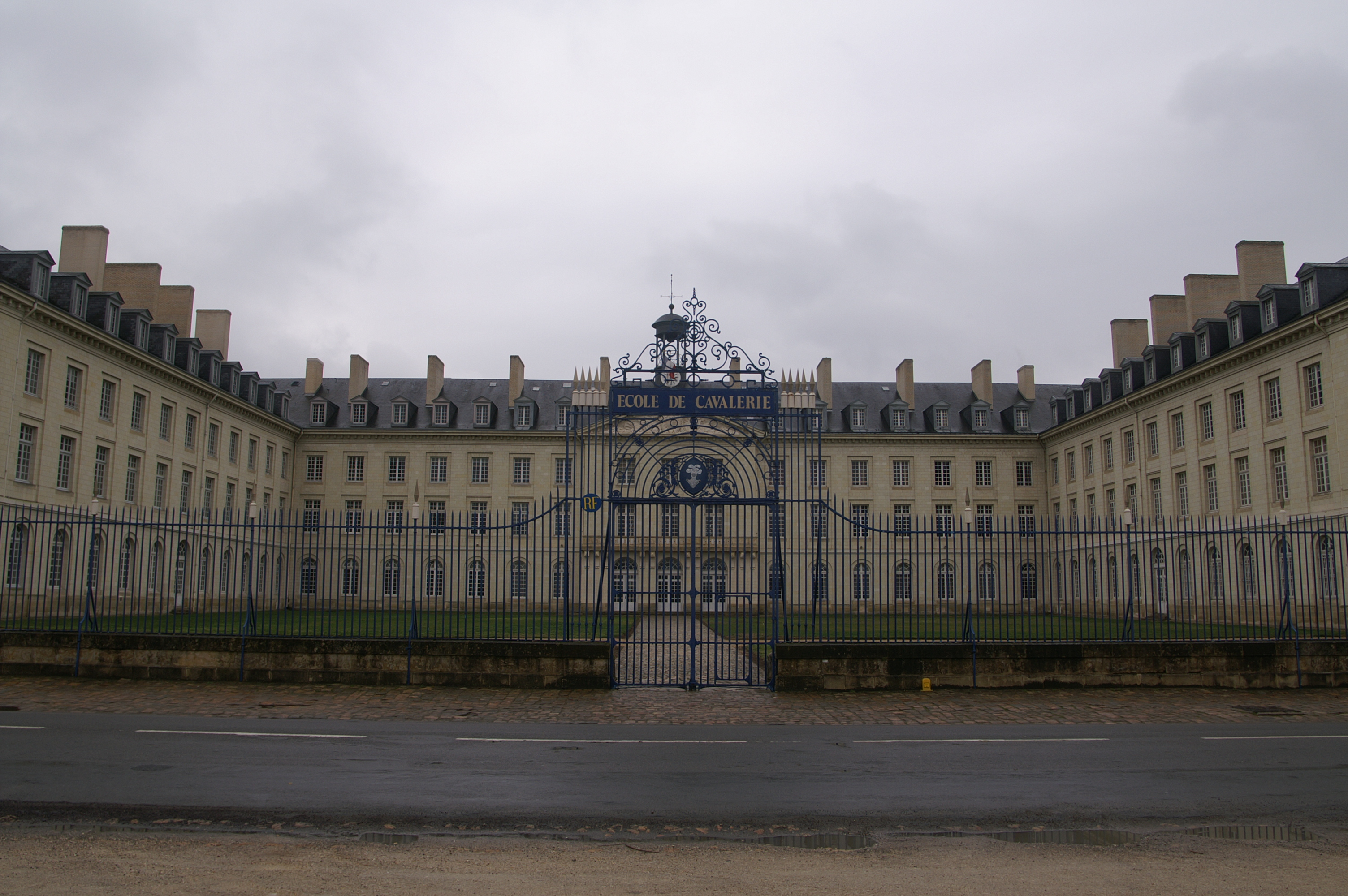
Façade de l’École d'application de cavalerie

### Temps de troupes
Il servira alors :

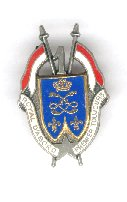
le 1er régiment de dragons à partir du 1er octobre 1902.
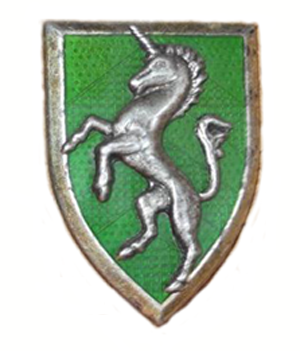
le 27e régiment de dragons à partir du 17 août 1903. En juillet 1908, il participera à la répression de la grève de Draveil-Vigneux ; à cette occasion il se verra attribuer la médaille d'honneur pour acte de courage et de dévouement. Après quelques années passées dans ce régiment, il suit les cours de lieutenant d'instruction à l'École de cavalerie de Saumur et il finira premier avec la mention exceptionnelle "Parfaitement bien". Entre-temps, il suivra le premier cours des officiers à l'École d'application pour le tir de l'infanterie du Camp du Ruchard en 1909. Le 31 mars 1909, il recevra un témoignage de satisfaction du Ministre en reconnaissance de son zèle et de son travail et de ses excellents résultats qu’il a obtenus à la suite du cours de tir qu’il a suivi du 11 janvier au 13 février 1909 à l’école du Ruchard.
- le 5e régiment de chasseurs à cheval à partir du 24 juin 1912 où il est promu capitaine.
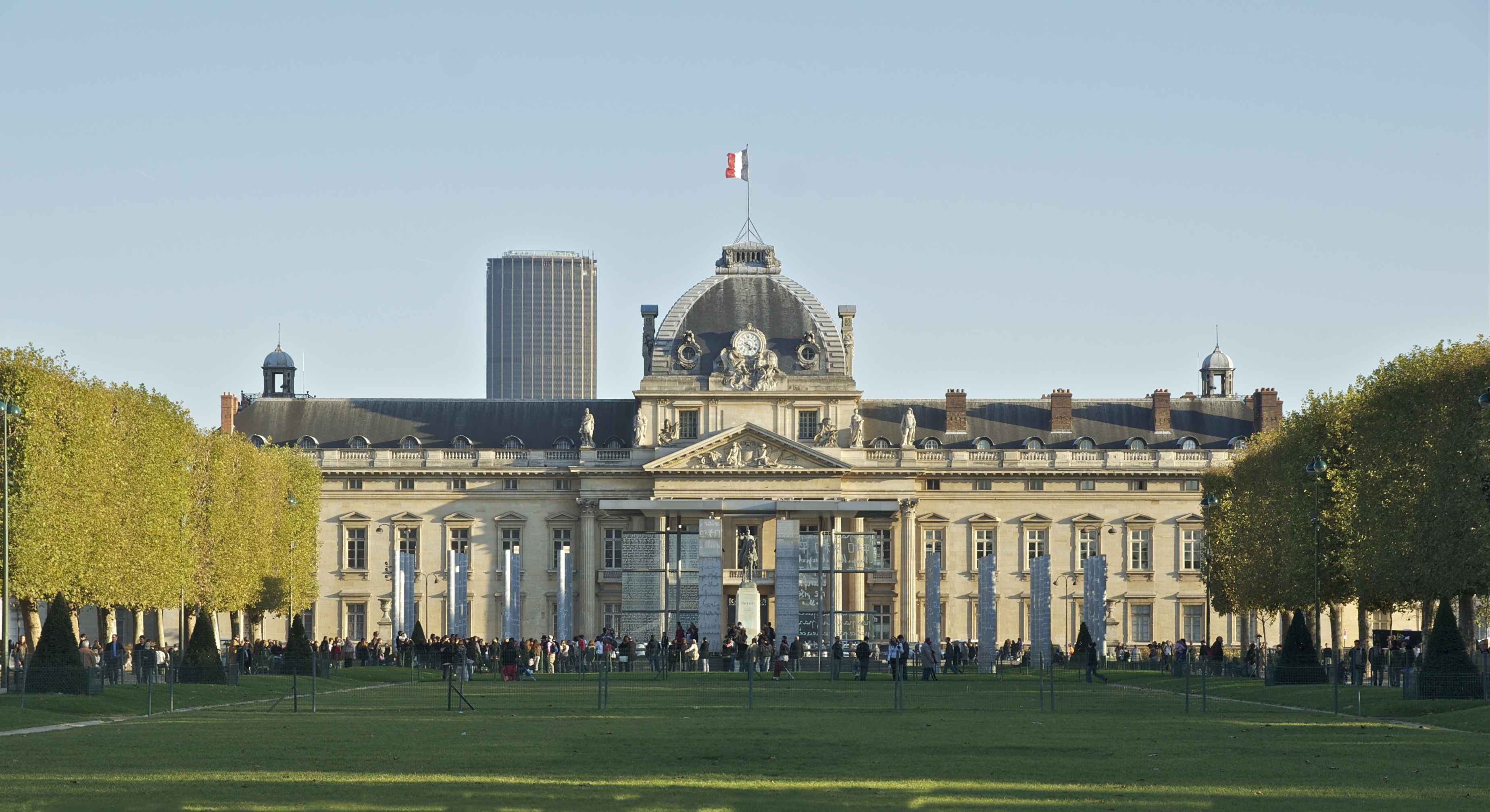
le 21e régiment de chasseurs à cheval à partir du 28 mars 1913. Il est admis en 1913 à l'École supérieure de guerre et il obtiendra son brevet d'état-major.
- Insigne du 1er régiment de dragons
- Insigne du 5e régiment de chasseurs à cheval
- Façade de l’École militaire (École de Guerre)

### Première Guerre mondiale

#### En État-Major
Il servira les États-majors :

- de la 5e division de cavalerie (3e bureau) à partir du 2 août 1914.

- du 2e corps de cavalerie (3e bureau) à partir du 1er novembre 1914.

- de la Ire armée française (3e bureau) à partir du  22 avril 1915.

- du Grand quartier général (1er bureau) à partir du  25 août 1916.
- du 1er corps d'armée (3e bureau) à partir du  27 décembre 1916.
- du Groupe d'armées de réserve (3e bureau) à partir du  13 mars 1917.
- du Groupe d'armées du centre (3e bureau) à partir du  7 mai 1917.

#### Sur le Front
Désireux de servir dans la troupe, il regagne le front militaire le  30 juillet 1917 avec le 9e régiment de cuirassiers à pied. Ensuite, il est affecté au 106e régiment d'infanterie de ligne le  4 novembre 1917, il y commandera le 2e bataillon. Lors de la Bataille de Montdidier en mars 1918 (Offensive Michael), son bataillon sera cité à l'ordre de la Ire Armée.

Le 7 avril 1918 il est nommé chef de bataillon (T.T.).
Au cours de la Grande Guerre, il a mérité la Croix de guerre 1914-1918 avec cinq citations et les insignes de chevalier de la Légion d'honneur tant pour sa haute compétence que pour son courage au feu.

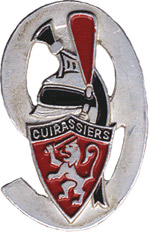
Insigne du 9e régiment de cuirassiers
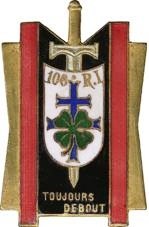
Insigne du 106e régiment d’infanterie de ligne
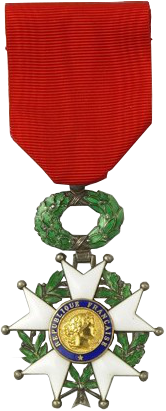
Insignes de chevalier de la Légion d'honneur
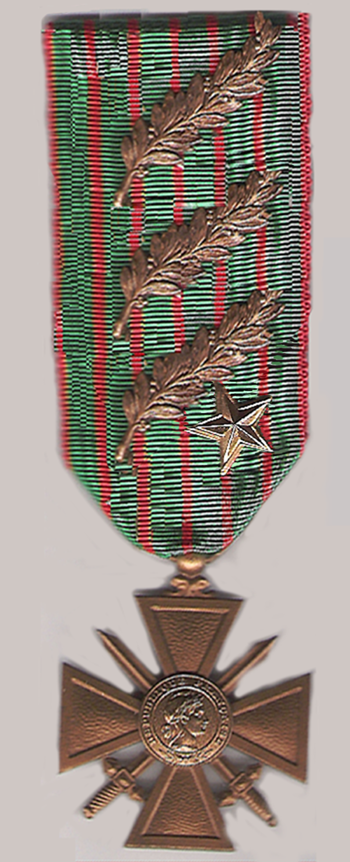
Croix de Guerre 1914-1918

### Période de responsabilité en état-major
Il est placé hors-cadre et il servira les états-majors :
- du détachement des armées du Nord à partir du 17 avril 1918, où il sera promu chef de bataillon (T.D.) le 28 juin 1918.
- de la IXe armée française à partir du 6 juillet 1918.
- de la 1re division d'infanterie en tant que chef à partir du  25 août 1918.
- de la VIe armée française - armée française de Belgique - (3e bureau) à partir du  19 octobre 1918.
- de la 11e division d'infanterie en tant que chef à partir du 10 novembre 1918.
- de l'Armée française (section d'orient) à partir du 4 juin 1919 puis (3e bureau) à partir du 28 octobre 1919 où il est promu lieutenant-colonel le 25 mars 1926.
- du général Pierre Georges Duport (membre du conseil supérieur de la guerre) à partir du 4 juin 1927.
- du maréchal Philippe Pétain (vice-président du conseil supérieur de la guerre) à partir du 23 mars 1929.

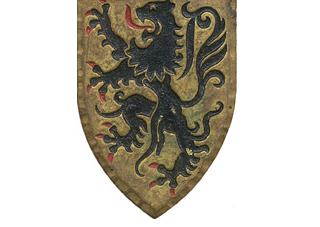
Insigne de la 1re division d'infanterie
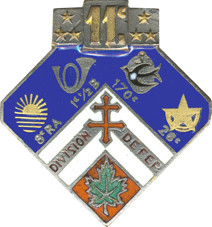
Insigne de la 11e division d'infanterie

### Commandement en unité opérationnelle et hautes responsabilités en état-major
Il reçoit alors le commandement du 67e régiment d'infanterie de ligne le 24 juin 1930 où il est promu colonel. Le 31 décembre 1930, il est promu officier de la Légion d'honneur.
En 1932, il suit les cours du centre d'études tactiques d'artillerie de Metz. Après un stage au centre des hautes études militaires, il entre à l'état-major particulier de l'infanterie et devient chef d'état-major de l'Inspection générale de l'infanterie du 6 août 1933 au 12 septembre 1934.
Nommé général de brigade le 12 décembre 1933, il est affecté à l'état-major général de l'armée à la disposition d'un général de division membre du Conseil supérieur de la guerre jusqu'au 16 septembre 1936. En septembre 1936, il fut envoyé en tant qu'observateur aux manœuvres suisses.
Puis il prend, en 1936, le commandement de la 14e division d'infanterie de Mulhouse, qu'il conservera lors de l'engagement de cette grande unité en Sarre en 1939. Il est promu général de division le 19 juin 1937. Le général Jean de Lattre de Tassigny le remplace le 1er janvier 1940.

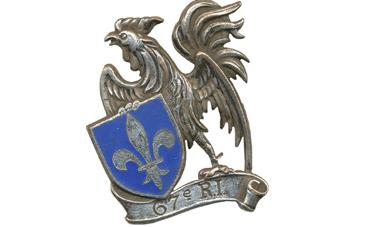
Insigne du 67e régiment d'infanterie
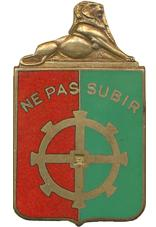
Insigne de la 14e division d'infanterie
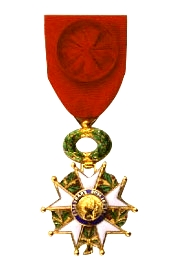
Insignes d'officier de la Légion d'honneur

### Seconde Guerre mondiale
Il commande le  2e corps d'armée à partir de janvier 1940 où il est élevé aux rang et appellation de général de corps d'armée, le 15 janvier 1940.
Le  2e corps d'armée appartient à la IXe armée (général Corap), dont il constitue l'aile gauche, lorsque, le 10 mai 1940, elle pénètre en Belgique. Conformément au plan Dyle, le général Bouffet est chargé de la défense de la Meuse de Namur à Anhée et doit faire face aux difficiles problèmes posés, dès le 12 au soir, par les infiltrations de l'infanterie de la 5e Panzer-Division du général Max von Hartlieb-Walsporn au niveau de l'île de Houx, à la limite des zones de responsabilités des 2e corps d'armée et 11e corps d'armée, ce secteur n'est pas encore occupé. En cette circonstance, le général Bouffet fait preuve d'une activité intense, se portant à tous les points critiques, ne donnant pas d'ordres sans être venu sur place juger la situation et donnant l'exemple du calme et de la lucidité.
Le 16 mai au matin, le  2e corps d'armée reçoit l'ordre de se replier. Jean Bouffet définit alors un itinéraire de repli qui passe au sud de Charleroi. À 7 h, il ordonne au colonel Marteau, commandant la 4e division légère de cavalerie, de replier ses unités par les villages d'Acoz, de Gerpinnes, de Tarcienne, de Gourdinne et de Thy-le-Château.
Le poste de commandement avancé de la division s'installe au carrefour de Nalinnes Bultia, au sud de Charleroi, où le 2e corps d'armée établit également le sien. D'autre part, la 14e Brigade Légère Mécanisée et le 2e Bataillon du 14e régiment de dragons installent respectivement leurs postes de commandement à Nalinnes-Centre dans les bâtiments de la maison communale et au lieu-dit "Pairain".
L'installation de ces différents postes de commandement est terminée dès 14 h. Les importantes colonnes de véhicules qui stationnent près de ces postes de commandement sont repérées par l’aviation ennemie et, vers 15 h, les stukas commencent les bombardements et les mitraillades. Sans se soucier des bombes qui éclatent autour de lui, le général Bouffet continue à donner ses ordres. C'est alors qu'il tombe mortellement blessé.
Le capitaine Durant de Saint-André, du 3e bureau du 2e corps d'armée, décrit l'attaque au Bultia dans les termes suivants :
« …Vagues successives de groupes de trois avions volant bas, attaques en piqué avec lâchage de chapelets de quatre bombes et rafales de mitrailleuses… Le PC fut bouleversé par les bombes et de nombreux cadavres ou blessés gisaient dans le verger et le long de la route ; parmi eux, le commandant Janet, grièvement blessé, et le général Bouffet, couché au pied d’un arbre, apparemment tué par le souffle d’une bombe mais de plus transpercé par un certain nombre de balles de mitrailleuses… L'attaque aérienne se prolongea jusque 17 h 30, quelques minutes seulement d'interruption séparant les vagues d'avions successives. Par moments, soixante appareils étaient visibles à la fois… »
Le lieutenant Stein (Ier G.R.C.A.) a recueilli le corps du Général puis l'a amené au Quesnoy, où il a reçu les honneurs de la sépulture au début de l'après-midi du 17 mai, peu de temps avant que les Allemands n'y entrent.

### Hommages posthumes
Le général Bouffet fait partie des treize officiers généraux français morts au cours des opérations de mai-juin 1940.
Il reçoit la croix de guerre 1939-1945 à titre posthume avec palme.

Le journal Paris-soir dimanche du samedi 7 septembre 1940, annonce la mort du général Jean Bouffet avec un article d'Henry Bordeaux (Académie française) où il relate la nuit du 24 décembre 1915 (Henry Bordeaux et Jean Bouffet étaient tous deux à l'état-major du 2e corps de cavalerie en 1915)  "Le Général Bouffet tué debout à son poste de commandement".
Il repose au cimetière de Passy (15e division) dans le caveau familial depuis 1945.
Louis Aragon dans Les Communistes (cinquième roman du cycle Le Monde réel) relate l'attaque du PC et la mort du général Bouffet: "Ici, les avions allemands anéantirent, l’instant de crier, tout un état-major, celui du 2e Corps ; trente officiers, dont le général Bouffet, une quarantaine de sous-officiers et de soldats".
Le 26 mai 2010, à Ham-sur-Heure-Nalinnes, une stèle "À la mémoire du général Jean Bouffet, des officiers, sous-officiers et soldats du 2e Corps de la IXe Armée française morts sur le territoire de Ham-sur-Heure-Nalinnes, le 16 mai 1940, pour la défense de nos libertés" a été inaugurée par le sénateur Dominique Tilmans.

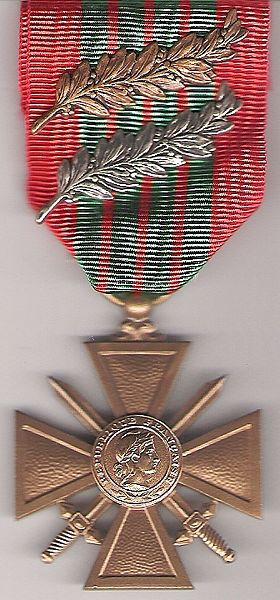
Croix de Guerre 1939-1945
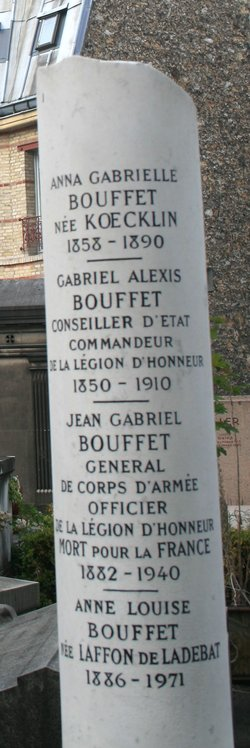
Stèle du caveau de la famille Bouffet au cimetière de Passy
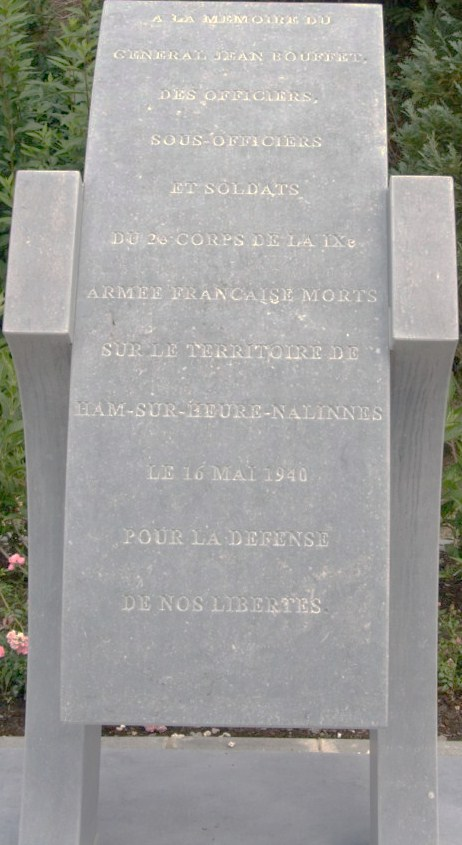
Monument aux morts du 16 mai 1940 à Ham-sur-Heure-Nalinnes

## Décorations

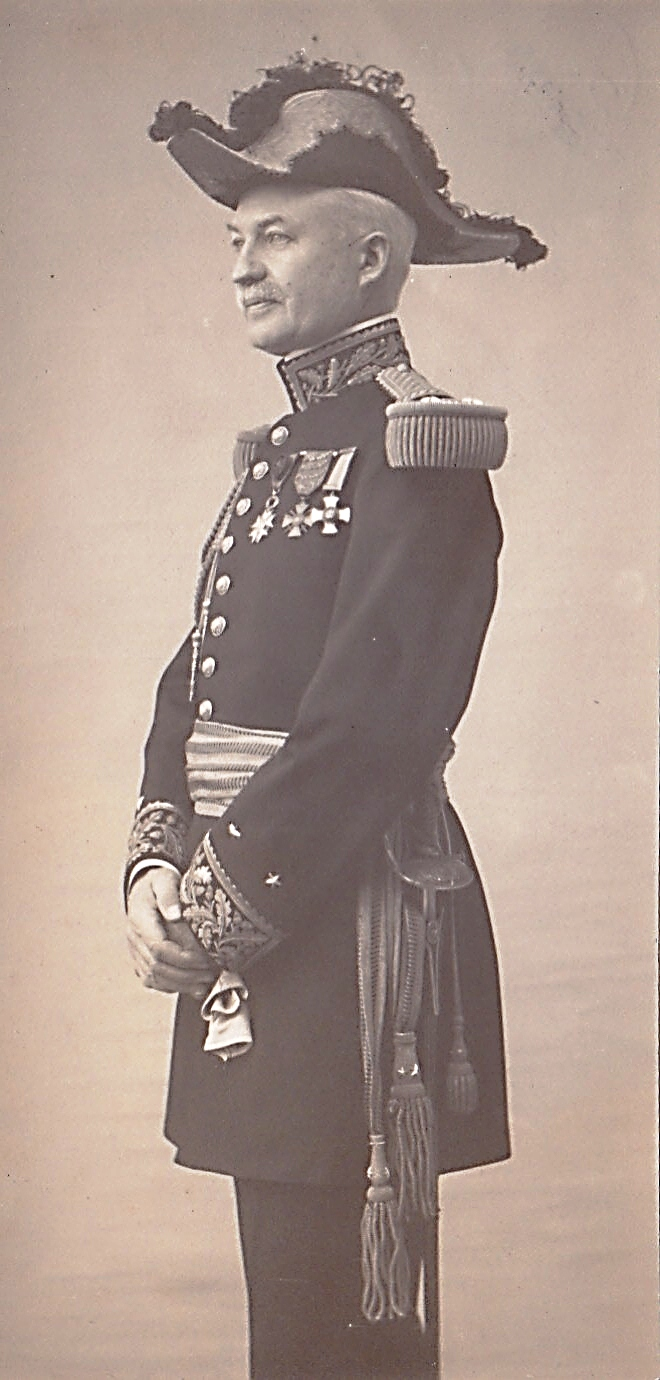
En grande tenue de général de brigade avec ses décorations et les aiguillettes d'état-major

### Placard
|  |  |  |
|  |  |  |
|  |  |  |

### Intitulé

#### Décorations françaises
- Officier de la Légion d'honneur (31 décembre 1930)
- Croix de guerre 1914-1918 avec 3 palmes de bronze, 1 étoile de vermeil et 1 étoile d'argent
- Croix de guerre 1939-1945 avec 1 palme de bronze (à titre posthume)
- Médaille d’honneur pour acte de courage et de dévouement en argent de 1re classe, décernée par le ministère de l'Intérieur (11 octobre 1908)
- Médaille interalliée 1914-1918
- Médaille commémorative de la guerre 1914-1918

#### Ordres étrangers
- Chevalier de 1re classe de l'Ordre du Mérite militaire ( Espagne) conféré par le roi Alphonse XIII (5 février 1907)
- Compagnon de l'Ordre du Service distingué ( Royaume-Uni) conféré par le roi George V (15 août 1919)

## Grades

### École spéciale militaire de Saint-Cyr
- Élève de 2e classe - 30/10/1900
- Élève de 1re classe - 02/04/1901
- Brigadier - 24/08/1901
- Maréchal des logis-chef - 05/11/1901

### Officier subalterne
- Sous-lieutenant - 01/10/1902
- Lieutenant - 01/10/1904
- Capitaine - 24/06/1912

### Officier supérieur
- Chef de bataillon à TT - 07/04/1918
- Chef de bataillon à TD - 28/06/1918
- Lieutenant-colonel - 25/03/1926
- Colonel - 24/06/1930

### Officier général
- Général de brigade - 12/12/1933
- Général de division - 19 /06/1937
- Général de corps d'armée - 15/01/1940

## Famille
Jean, Gabriel épousa le  6 février 1911 (sur autorisation du Général gouverneur militaire de Paris en date du 26 janvier 1911) Anne, Louise Laffon de Ladebat (1886-1971), fille du général Édouard Laffon de Ladebat, ils eurent quatre enfants:
1. Jacqueline, Jeanne (1911-1974), qui se maria à Michel Weisgerber administrateur civil (chevalier de la Légion d'honneur, officier de l'ordre national du Mérite, chevalier du Mérite agricole);
2. Jean-René (1914-1941), ayant fait l'École polytechnique (X 1934), officier dans l'Armée française, lieutenant d'artillerie;
3. Roger, Pierre (1918-2001), ayant fait l'École spéciale militaire de Saint-Cyr (promotion de Marne et Verdun), officier dans l'Armée française, combattant de la Seconde Guerre mondiale (il fut interné dans l'Oflag XVII-A), de Madagascar et de l'Algérie ; général de brigade (officier de la Légion d'honneur, commandeur de l'ordre national du Mérite, Croix de guerre 1939-1945, Croix de guerre des TOE, Croix de la Valeur militaire, Médaille coloniale...);
4. Gilberte, Gabrielle (1920-1938).

## Sources
- Ressources relatives aux militaires :   - Mémoire des hommes
  - TracesOfWar
- Patrick Cabanel, « Jean Gabriel Bouffet », in Patrick Cabanel et André Encrevé (dir.), Dictionnaire biographique des protestants français de 1787 à nos jours, tome 1 : A-C, Les Éditions de Paris Max Chaleil, Paris, 2015, p. 415-416  (ISBN 978-2846211901)
- Biographie des généraux de la Seconde Guerre mondiale (en)
- Historique de la 85e promotion (1900-1902) de l’École Spéciale Militaire de Saint-Cyr, promotion du Tchad (site de La Saint-Cyrienne)
- Liste des saint-cyriens mort pour la France (Musée du Souvenir - École spéciale militaire de Saint-Cyr)
- Musée des officiers généraux français des armes et des services (Musée des étoiles)
- Biographie des anciens élèves de l’École Supérieure de Guerre
- Site du ministère de la défense des militaires décédés durant la Seconde Guerre mondiale (Base Mémoires des hommes)
- Site du ministère de la défense des monuments aux morts (Base Chemins de mémoire)
- Tombeau des Bouffet au cimetière de Passy
- Côte SHD : 13 Yd 564